# Robert Coote (contrammiraglio)
Robert Coote (1º giugno 1820 – 17 marzo 1898) è stato un ammiraglio britannico.
Fu Comandante in Capo, Stazione di Queenstown dal 1850 al 1852 e Comandante in Capo, Stazione Cina dal 1878 all'1881.

## Biografia
Coote era figlio minore di Sir Charles Coote, IX baronetto, di Caroline Whaley, figlia di John Whaley, di Whaley Abbey, nella Contea di Wicklow.
Educato all'Eton College, Coote si arruolò nella Royal Navy nel 1833 e prestò servizio sulle coste della Siria nel 1840. Fu nominato comandante dello sloop del HMS Vulcano nel 1851 mentre prestava servizio nello West Africa Squadron. Promosso capitano nel 1854, comandò la HMS Victory dal 1860, la HMS Gibilterra dal 1864 e la HMS Arethusa dal 1867. Divenne Comandante in Capo, Stazione di Queenstown dal 1874 al 1876 e Comandante in Capo, Stazione Cina nel 1878.. Si ritirò nel 1885.
È sepolto nel Brookwood Cemetery di Woking. C'è un memoriale a lui dedicato nella chiesa di Santa Caterina in Tullamore in Contea di Offaly.

### Famiglia
Coote sposò Lucy Parry, figlia dell'esploratore artico Sir William Edward Parry, nel 1854. Ebbero un figlio, Stanley Victor Coote, Alto Sceriffo di Roscommon nel 1900, e una figlia, Caroline Maud Coote, che sposò il maggior generale Cecil William Park. Coote morì nel marzo 1898, all'età di 77 anni. Sua moglie morì nel febbraio 1906.